# DPF2
DPF2‏ (Double PHD fingers 2) هوَ بروتين يُشَفر بواسطة جين DPF2 في الإنسان.